# Рибосомний білок L26
Рибосомний білок L26 (англ. Ribosomal protein L26) – білок, який кодується геном RPL26, розташованим у людей на короткому плечі 17-ї хромосоми.  Довжина поліпептидного ланцюга білка становить 145 амінокислот, а молекулярна маса — 17 258.
| 10         |  | 20         |  | 30         |  | 40         |  | 50         |
| ---------- |  | ---------- |  | ---------- |  | ---------- |  | ---------- |
| MKFNPFVTSD |  | RSKNRKRHFN |  | APSHIRRKIM |  | SSPLSKELRQ |  | KYNVRSMPIR |
| KDDEVQVVRG |  | HYKGQQIGKV |  | VQVYRKKYVI |  | YIERVQREKA |  | NGTTVHVGIH |
| PSKVVITRLK |  | LDKDRKKILE |  | RKAKSRQVGK |  | EKGKYKEETI |  | EKMQE      |

A: Аланін

D: Аспарагінова кислота

E: Глутамінова кислота

F: Фенілаланін

G: Гліцин

H: Гістидин

I: Ізолейцин

K: Лізин

L: Лейцин

M: Метіонін

N: Аспарагін

P: Пролін

Q: Глутамін

R: Аргінін

S: Серин

T: Треонін

V: Валін

Цей білок за функціями належить до рибонуклеопротеїнів, рибосомних білків. 